# Golfo de Morrosquillo
Golfo de Morrosquillo är en bukt i Colombia. Den ligger i den norra delen av landet, 600 km norr om huvudstaden Bogotá.